# NAFS(k)
NAFS(k) (officiellt skrivet NAFS(ĸ), uttal: "nafs-kå"), Nationella Ankistförbundet i Sverige (kvack), är en ideell förening som syftar till ankistisk forskning – såväl seriös forskning som pseudoforskning och studier av "ankistiskt kulturgods" (= Disneyrelaterade publikationer). Föreningen grundades 1976 i Stockholm och hade 2010 drygt 600 medlemmar.

## Historik
NAFS(k) grundades den 21 september 1976 i Stora Hallen i Nya Elementars Gymnasium i Norra Ängby, Stockholm, av Frederik Ekehed, Greger Nässén och Stefan Diös. Samma år hade Jon Gisles bok Ankismen översatts till svenska. Boken kom att bli ett tidigt standardverk för ankistisk forskning och inspirerade även till 1977 års grundande av den tyska systerorganisationen D.O.N.A.L.D.
Föreningen grundades som ett politiskt skolvalsparti men utvecklades snabbt till en rent ankistisk förening. NAFS(ĸ) är numera både en ideell och partipolitiskt obunden förening. Föreningens officiella motto är "In donaldismo veritas" (latin för "I ankismen [står] sanningen").

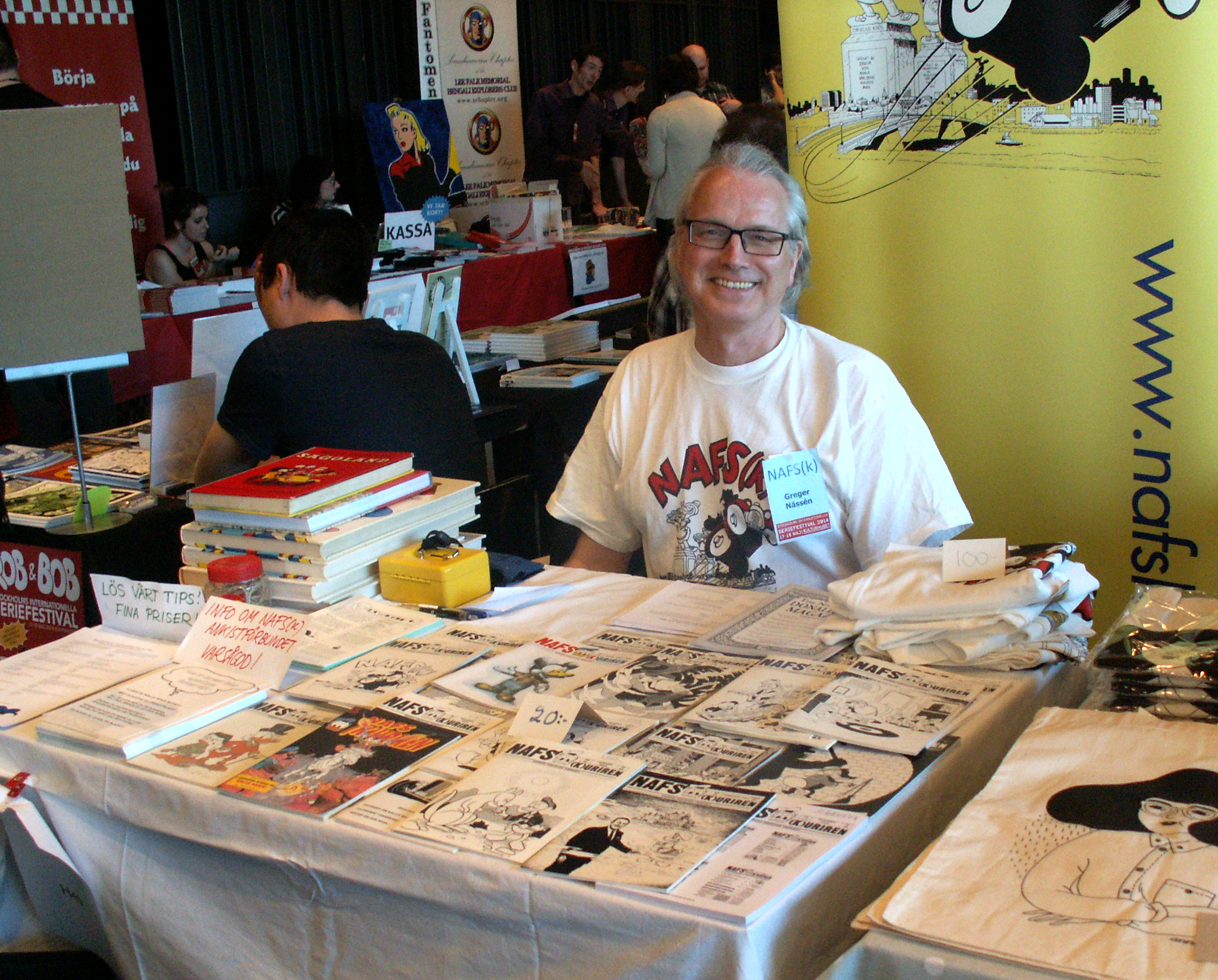
Föreningens mässbord vid Stockholms internationella seriefestival 2014, med Greger Nässén, före detta ordförande.

## Verksamhet
Föreningen ger ut två publikationer. Det är dels NAFS(k)uriren (första numret maj 1977), som till och med 2014 kommit ut med 41 nummer. Dessutom publicerar man nyhetsbladet Kvacket, som sedan starten utkommit i snitt fyra eller fem gånger per år.
Föreningen har normalt sett två allmänna medlemsmöten per år, ett årsmöte och ett höstmöte, vilka arrangeras av föreningen. Utöver detta arrangeras varje år Riksankistkongressen (Ankon). Års- och höstmötena hålls i Stockholm medan Ankon arrangeras över hela landet, vanligen av lokalavdelningar eller enskilda medlemmar.
NAFS(k) har ett antal gånger ställt upp med lag i Comiquiz.

### Lokalavdelningar
NAFS(k) har under åren haft en mängd olika lokalavdelningar. De är (2012) alla i någon form av dvala med ett eventuellt undantag för KAJSA.
| Avdelning          | Plats     | År      | Anteckning                                 |
| ------------------ | --------- | ------- | ------------------------------------------ |
| B.A.R.K.S.         | Skåne     | 1986–?  |                                            |
| Herberts KLUBB(a)  | Örebro    | 1982–?  |                                            |
| H.I.A.W.A.T.H.A.   | Huddinge  | 1989–?  |                                            |
| KAJSA              | Stockholm | 1984–   | har ställt upp i Comiquiz                  |
| K.N.A.S.E.         | Eksjö     | 1982–86 |                                            |
| K.N.A.T.T.A.R.N.A. | Nyköping  | 1982–87 |                                            |
| KVACK              | Uppland   | 1989–?  | grundades på Carl Barks väg 13 i Stockholm |
| LUKAS              | Uppsala   | 1983–88 |                                            |
| MAGICA             | Göteborg  | 1982–?  |                                            |
| QUACK!             | –         | 1989–90 | gav ut tidningen Ank-bladet                |
| S.T.r.o.b.l        | Tuve      | 1988–?  |                                            |
| ZEKE               | Västerås  | 1983–?  | gav ut tidningen ZEKEposten                |

## Medlemmar
Medlemmarna i NAFS(k) benämns kollusorer. NAFS(k):s grundare hämtade denna titel från en berättelse skriven av Alf Henrikson (publicerad på Namn & Nytt-sidan i Dagens Nyheter 11 december 1976). I artikeln finns inte bara ordet "kollusor", utan även verbet "kolludera". Kollusorerna tilldelas kollusorsnummer, i tur och ordning från och med 314 (Stefan Diös). Hedersmedlemmen Carl Barks förärades dock kollusorsnummer H313 (eftersom Kalle Ankas bilnummer är 313). Kollusorsnumret återanvänds aldrig, och högsta kollusorsnummer var år 2019 över 3030.

## Ordförande i NAFS(k)
| År        | Ordförande       |
| --------- | ---------------- |
| 1976–1977 | Frederik Ekehed  |
| 1977–1979 | Stefan Diös      |
| 1979–1980 | Greger Nässén    |
| 1980–1985 | Anders Berglund  |
| 1986–2003 | Olof Siverbo     |
| 2004–2008 | Åsa Warnqvist    |
| 2009–2010 | Johan Blixt      |
| 2011–2025 | Mats Nilsson     |
| 2025–     | Hampus Johansson |